# Трансатлантичний телеграфний кабель

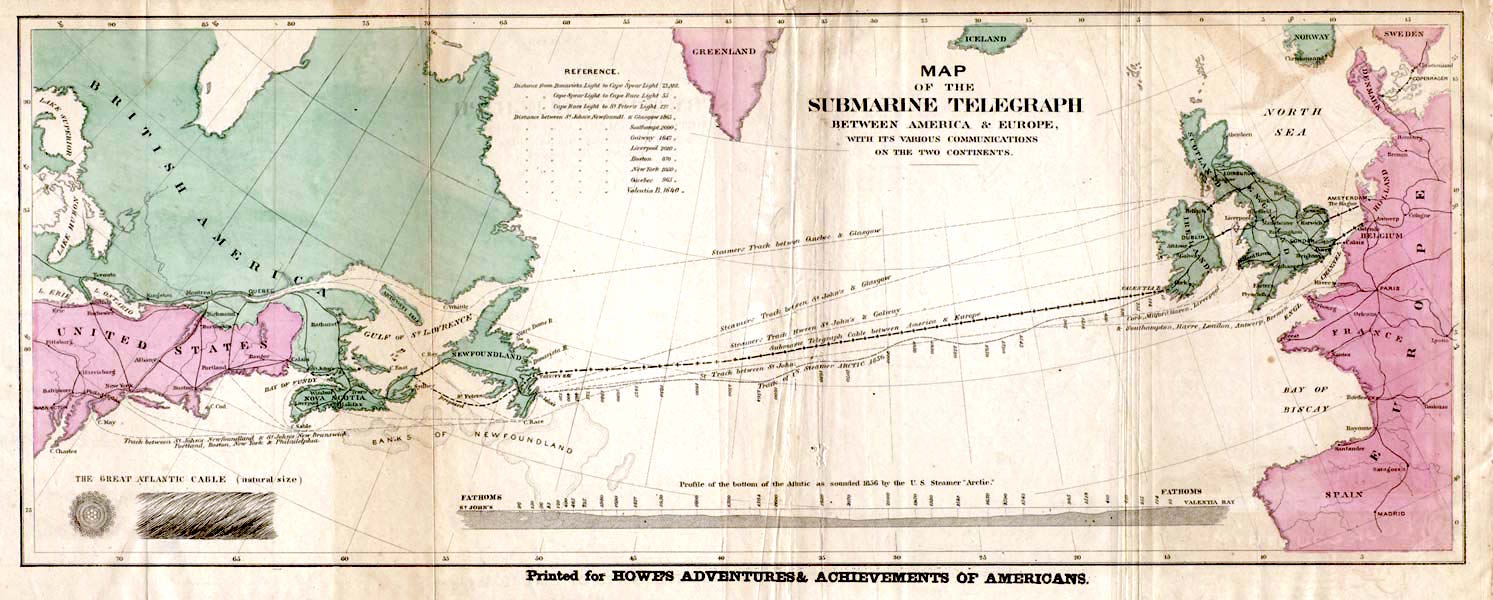
Карта прокладання телеграфного кабелю через Атлантику

Трансатланти́чний телегра́фний ка́бель (англ. transatlantic telegraph cable) — комунікаційний кабель для передавання телеграфного сигналу, прокладений по дну Атлантичного океану у XIX—XX ст.

## Перші спроби
Перший підводний кабель, для передавання електричного сигналу, було прокладено у Мюнхені уздовж річки Ізар. Однак через відсутність достатньої гідроізоляції тривала експлуатація такого кабелю виявилась неможливою. Лише винайдення 1847 року Сіменсом технології виготовлення ізоляції з гутаперчі дозволило розпочати роботи з прокладання кабелю між Кале і Дувром, котрий, однак, розірвався після пересилання першої ж телеграми, рік по тому була спроба замінити його армованим кабелем, однак і останній прослужив недовго.

## 1856—1858 роки
У 1856 році було засновано акціонерне товариство «Atlantic Telegraph Company», яке у 1857 році розпочало вкладати 4500 кілометрів армованого телеграфного кабелю через Атлантичний океан. Кабель, що важив близько 550 кг/км, складався із семи мідних проводів, покритих трьома шарами гутаперчі й оболонкою із залізних канатів. У серпні 1857 року кораблі «Агамемнон» і «Ніагара» розпочали прокладання від південно-західного берега Ірландії, однак через розрив кабелю спробу довелось відкласти на рік.
Друга спроба була зроблена влітку 1858 року. На цей раз було ухвалено рішення розпочати прокладання в океані, приблизно посередині між Ірландією і Ньюфаундлендом. 26 липня «Агамемнон» і «Ніагара», кожен зі своєю половиною кабелю на борту, зустрівшись в Атлантичному океані, з'єднали половини кабелю і опустили кабель в воду. У процесі прокладання кабель декілька разів розривався, і кораблям доводилося повертатися, щоб почати заново. 5 серпня, виконавши успішну прокладку, кораблі досягли своїх пунктів призначення — островів Валентія і Ньюфаундленд, в результаті була встановлена перша трансатлантична телеграфна лінія, що з'єднала Старий і Новий світ. 16 серпня 1858 року королева Великої Британії Вікторія і президент США Джеймс Б'юкенен обмінялися вітальними телеграмами. Привітання англійської королеви складалося зі 103 слів, передавання яких тривало 16 годин. Телеграфувати у такому повільному темпі доводилося тому, що через величезну індуктивність довгого кабелю короткі імпульси струму через нього просто не проходили.
У вересні 1858 року зв'язок порушився. Мабуть, з огляду на недостатню гідроізоляцію, кабель зазнав руйнування корозією. Іншою можливою причиною руйнування стали занадто високі напруги, що подавались на лінію з англійського боку з метою прискорення передачі.

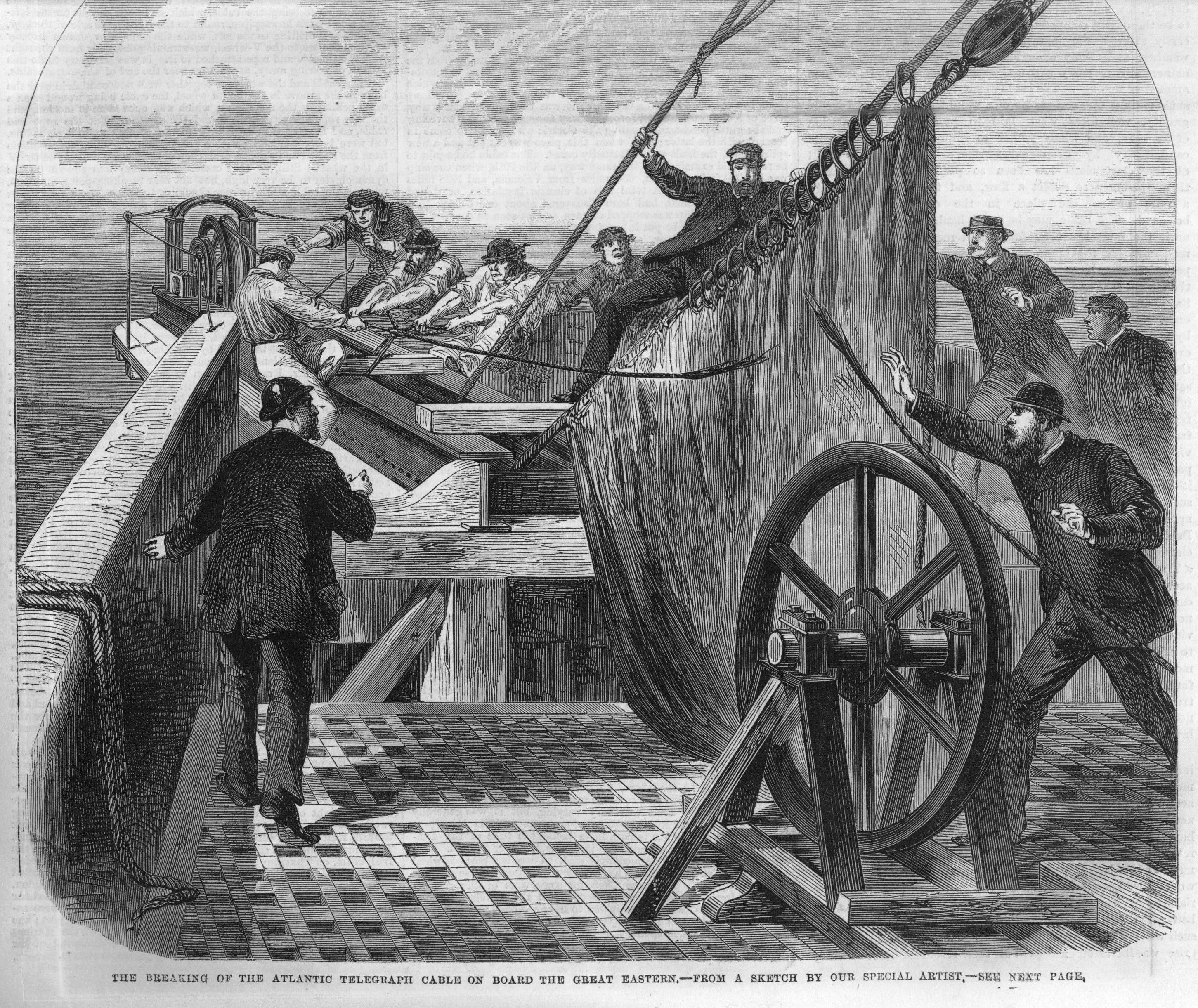
Сцена обривання кабелю на «Грейт-Істерні»

## 1864—1870 роки
У 1864 році розпочалось вкладання 5100 км кабелю з покращеною ізоляцією. Як кабелеукладач було вирішено використати найбільше судно тих часів — британський пароплав «Грейт Істерн» водотоннажністю 32 тис. т. 31 липня 1865 року при вкладанні кабель обірвався. Лише у 1866 році з другої спроби вдалось вкласти кабель, що забезпечив довготривалий телеграфний зв'язок між Європою й Америкою.
Обірваний в 1865 році кабель був виявлений, після чого скріплений з відсутнім фрагментом і зміг успішно функціонувати.

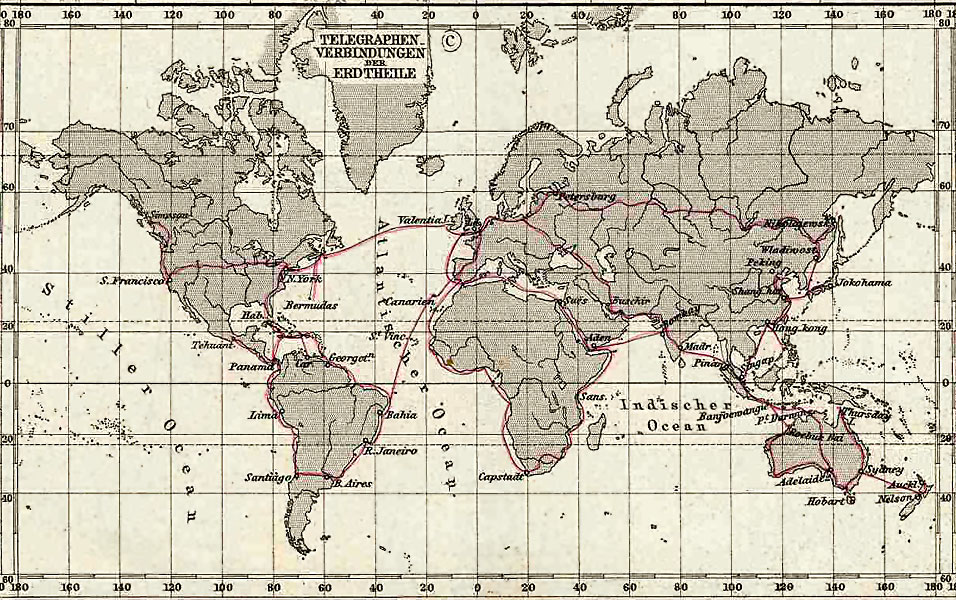
Основні телеграфні лінії у 1891 році

Декілька років по тому був прокладений кабель в Індію, що дозволило у 1870 році встановити прямий телеграфний зв'язок Лондон — Бомбей (через релейні станції у Єгипті і на Мальті).